# أبو غراب
أبو غراب هي منطقة تقع في مصر على بعد 15 كم (9.3 ميل) جنوب القاهرة، بين سقارة والجيزة، على بعد حوالي كيلومتر واحد (0.62 ميل) شمال أبو صير، على حافة الهضبة الصحراوية على الضفة الغربية لنهر النيل. تشتهر المنطقة بمواقعها الأثرية التي تضم معبد الشمس للفرعون ني أوسر رع، أكبر وأفضل معبد من هذا النوع، فضلا عن معبد الشمس لأوسركاف، وتم بناء كلاهما في القرن 25 قبل الميلاد خلال فترة المملكة القديمة. وبالإضافة إلى ذلك، أبو غراب هو أيضا موقع مقبرة الأسرة الأولى.

## مقبرة الأسرة الأولى
شمال معبد شمس ني أوسر رع تقع مقبرة تعود إلى الأسرة الأولى في مصر (3100-2900 قبل الميلاد)، حيث دفن الناس الذين ينتمون إلى الطبقة الوسطى للمجتمع المصري القديم. كما تضم المقبرة الدفن الطقوسي للعديد من الحمير في ارتباط وثيق مع القبور. هذا أمر غير عادي للغاية حيث أنه لا يوجد إلا في المقابر التي يرجع تاريخها إلى فترة الهكسوس في وقت لاحق، عندما كان شمال مصر تحت سيطرة السلالات ذات الأصول الكنعانية.

## معبد شمس ني أوسر رع

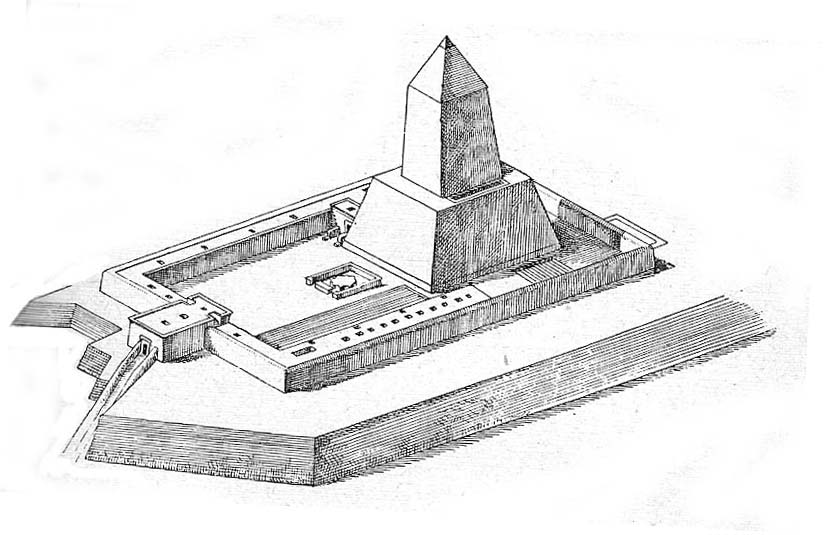
إعادة بناء معبد شمس ني أوسر رع في أبو غراب بواسطة جاستون ماسبيرو

تم التنقيب عن المعبد بواسطة علماء المصريات بين 1898 و 1901 من قبل لودفيج بورشاردت نيابة عن متحف برلين ويقع بالقرب من مدينة ممفيس. وتم بناءه لتكريم إله الشمس رع.
تم بناء المعبد بناء على أوامر من ني أوسر رع، الملك السادس للأسرة المصرية الخامسة. التواريخ الدقيقة لعهده غير معروفة ولكن يقدر أنه جاء إلى العرش في وقت مبكر من النصف الثاني من القرن 25 قبل الميلاد. بني ني أوسر أيضا هرم مركب في المكان الذي أصبح لاحقا المقبرة الملكية، على بعد 1 كم (0.62 ميل) إلى الجنوب من أبو غراب في أبو صير. ربما كان معبد الشمس قد شيد في وقت متأخر من عهد ني أوسر وكان يسمى شيسيبيبر (Shesepibre)، وهذا يعني «فرحة رع».
 تم بناء المجمع من الطوب اللبن المغطى بالحجر الجيري، ويقع على ضفاف بحيرةأبو صير[ ؟ ]. يتم الوصول إلى مدخل موقع المعبد من خلال هيكل صغير يسمى معبد الوادي. لم يتمكن علماء الآثار من دراسة معبد الوادي بالتفصيل. هو مغمور جزئيا وتعرض لأضرار جسيمة. ومع ذلك، فمن المعروف أن ممر مدخل مر من رواق من خلال المبنى وأدى إلى جسر على الجانب الآخر. استخدم نوريس أليستير جريس، زوج مصممة ملعب الغولف أليس جريس، معرفة زوجته بتصميم الحديقة والمشاركة الجغرافية السلبية لاستقراء طريق ممكن للجسر. ووفقا لهذه الفرضية، أدى هذا الطريق إلى مدخل المعبد الرئيسي.
  تم بناء المعبد الرئيسي على تلة طبيعية تم تعزيزها. تم إنشاء شرفات اصطناعية على هذا التل باستخدام الطوب اللبن الذي تم تغطيته في وقت لاحق بالحجر الجيري. ثم تم بناء المعبد على رأس هذه المدرجات.
المعبد مستطيل الشكل. والمدخل في الجانب الشرقي. داخل المعبد يوجد فناء كبير مفتوح. في الطرف الغربي من الفناء توجد أنقاض مسلة حجرية كبيرة، ترمز إلى مكان استراحة الشمس / رع. قاعدة المسلة عبارة عن أساسات، مع جوانب منحدرة وقمة مربعة. ويبلغ ارتفاعها حوالي عشرين مترا ومبنية من الجرانيت الأحمر والحجر الجيري. تقديرات الارتفاع المشترك للمسلة والقاعدة تختلف. على الأرجح، كان الارتفاع الكلي بين خمسين وسبعين مترا.
يقع المذبح في وسط الفناء، بالقرب من الجانب الشرقي من قاعدة المسلة. وقد شُيّد من خمس كتل كبيرة من المرمر، والتي يتم ترتيبها لتشكيل رمز يمكن ترجمته إلى «لعل رع يرضى عنا».
على طول الجدار الشرقي للفناء يوجد مجموعة من تسعة أحواض دائرية من المرمر. وتدعي النظريات أن هناك في الأصل عشرة أحواض. ويعتقد بعض العلماء أن هذه الأحواض كانت تستخدم لجمع الدم من التضحية الحيوانية. لدعم هذه الفرضية، يشيرون إلى أدلة من الأخاديد مقطعة إلى أرضية حجرية من الفناء التي قد تستخدم لاستنزاف الدم. غير أن باحثين آخرين يعتقدون أن الأحواض ربما كانت رمزية أو زخرفية فقط، حيث لم يتم اكتشاف أي سكاكين أو معدات أخرى تتعلق بالتضحية في المنطقة.
 هناك عدد قليل من النقوش البارزة المثيرة للاهتمام على جدران المعبد الرئيسي. يصور إحداها مهرجان عيد الذيل لني أوسر، ويظهر آخر خلق العالم من قبل رع.

## آثار أخرى
كشفت البعثة الأثرية الألمانية[ ؟ ] تحت إشراف فريدريش ويلهلم فون بيسينغ أنقاض المباني الكبيرة من الطوب الطيني تحت معبد شمس ني أوسر في أبو غراب. فمن الممكن أن هذه تمثل بقايا معبد شمس نفر إف رع، وتدعي رع حتب، «المائدة المقدمة لرع»، على الرغم من أن هذا لا يزال مجرد تخمين.